# Glenn Graham
Glenn Graham (né le 17 janvier 1904 à Los Angeles et 19 juillet 1986 à Nevada) est un athlète américain spécialiste du saut à la perche. Affilié au Caltech, il mesurait 1,80 m pour 68 kg.

## Biographie

### Palmarès
| Date | Compétition           | Lieu  | Résultat | Performance |
| ---- | --------------------- | ----- | -------- | ----------- |
| 1924 | Jeux olympiques d'été | Paris | 2e       | 3,95 m      |

### Records
| Épreuve          | Performance | Lieu | Date |
| ---------------- | ----------- | ---- | ---- |
| Saut à la perche | 4,06 m      |      | 1930 |